# 熊本県道29号荒尾南関線
熊本県道29号荒尾南関線（くまもとけんどう29ごう あらおなんかんせん）は、熊本県荒尾市から玉名郡南関町に至る県道（主要地方道）である。

## 概要
荒尾市万田から玉名郡南関町大字関東（せきひがし）に至る。起点の荒尾市の一部区間で道幅が狭いところがある。荒尾市倉掛地区の一部で福岡県大牟田市の神田町地区をかすめる部分があるが、全線が熊本県道に指定されている。

### 路線データ
- 起点：熊本県荒尾市万田（国道208号交点）
- 終点：熊本県玉名郡南関町大字関東（南関町関東交差点、国道443号交点）

## 歴史
- 1993年（平成5年）5月11日 - 建設省から、県道荒尾南関線が荒尾南関線として主要地方道に指定される[1]。

## 路線状況

### 重複区間
- 福岡県道787号勝立三川線（福岡県大牟田市神田町 - 熊本県荒尾市下井手）
- 熊本県道・福岡県道124号金山櫟野線（荒尾市上井手・荒尾市尼ケ島交差点 - 荒尾市平山・宿北交差点）
- 福岡県道・熊本県道3号大牟田植木線（荒尾市上平山・庄山交差点 - 玉名郡南関町大字宮尾）
- 福岡県道・熊本県道5号大牟田南関線（玉名郡南関町大字久重 - 玉名郡南関町大字関下・南関町関下交差点）
- 熊本県道・福岡県道10号南関大牟田北線（玉名郡南関町大字関下 - 玉名郡南関町大字関町）

## 地理

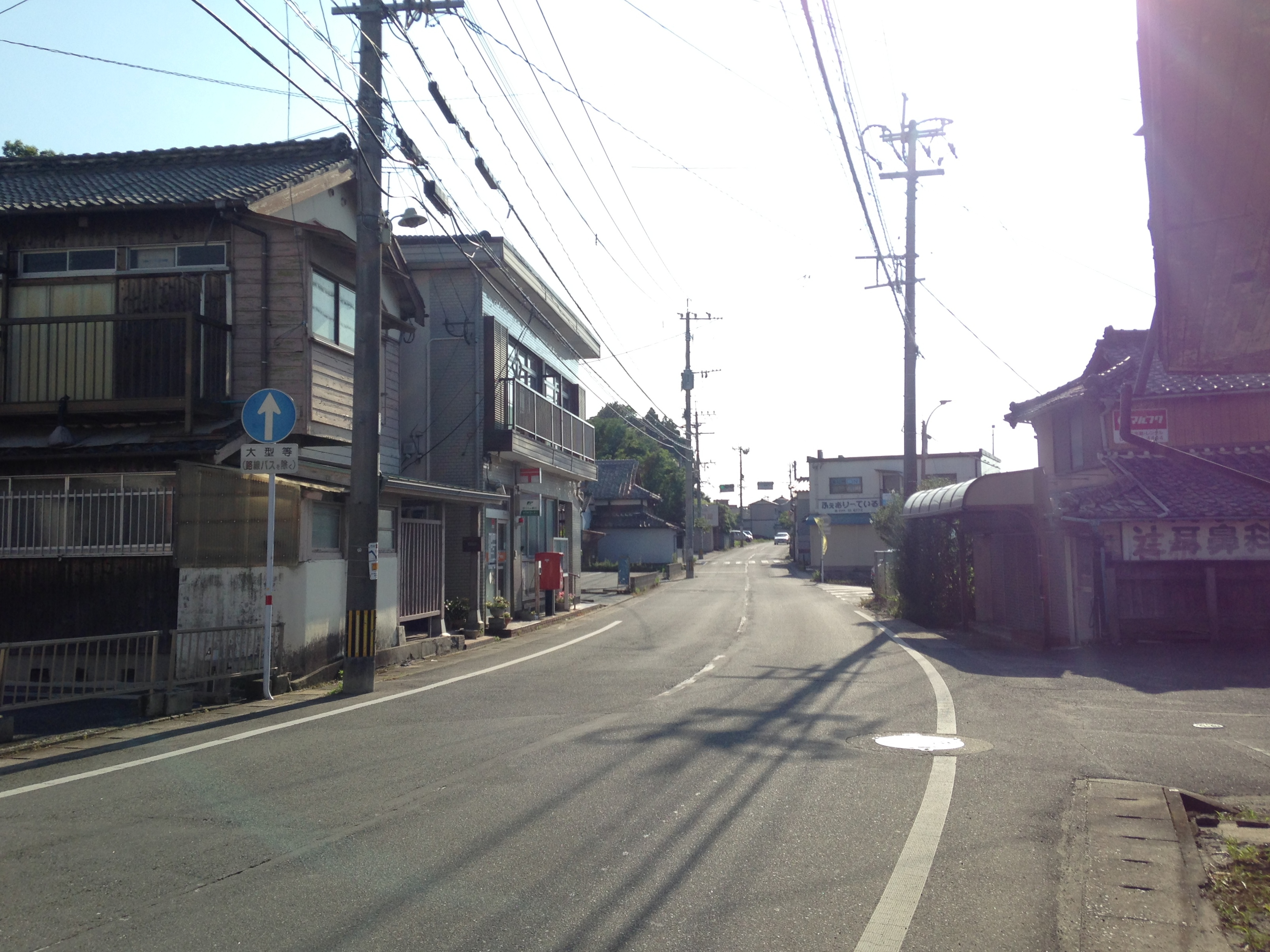
荒尾市倉掛バス停付近・福岡県道787号勝立三川線との重複区間。道路を境に左側は熊本県、右側は福岡県である。

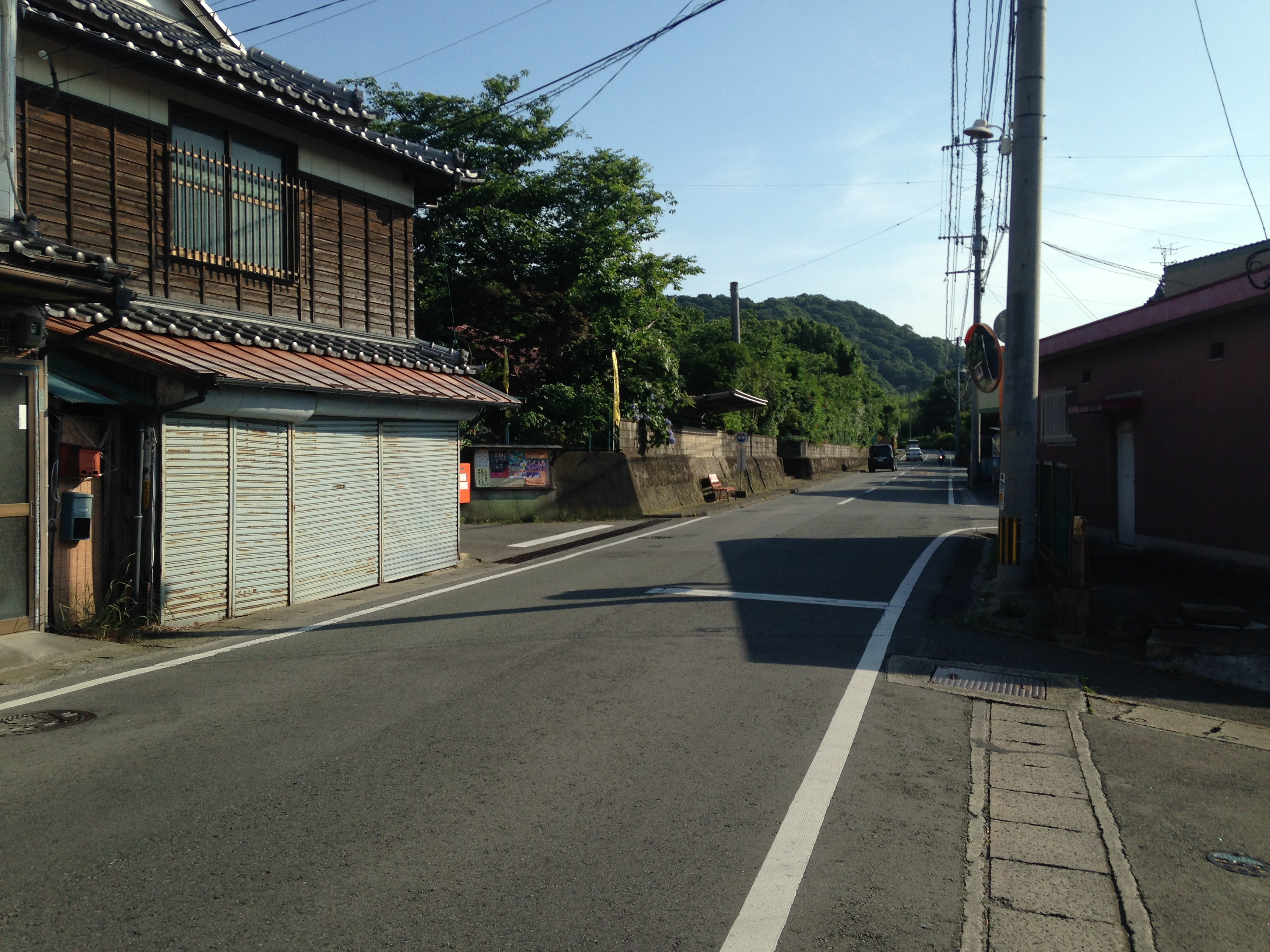
荒尾市倉懸公民館付近

### 通過する自治体
- 熊本県
  - 荒尾市
- 福岡県
  - 大牟田市
- 熊本県
  - 荒尾市
  - 玉名郡南関町

### 交差する道路
| 交差する道路                                                                                  | 都道府県名 | 市町村名 | 市町村名 | 交差する場所           | 交差する場所            |
| --------------------------------------------------------------------------------------------- | ---------- | -------- | -------- | ---------------------- | ----------------------- |
| 国道208号                                                                                     | 熊本県     | 荒尾市   | 荒尾市   | 万田                   | 起点                    |
| 福岡県道787号勝立三川線 重複区間起点                                                          | 福岡県     | 大牟田市 | 大牟田市 | 神田町                 |                         |
| 福岡県道787号勝立三川線 重複区間終点                                                          | 熊本県     | 荒尾市   | 荒尾市   | 下井手                 |                         |
| 熊本県道・福岡県道124号金山櫟野線 重複区間起点                                                | 熊本県     | 荒尾市   | 荒尾市   | 上井手                 | 荒尾市尼ケ島交差点      |
| 熊本県道46号荒尾長洲線 熊本県道124号・福岡県道金山櫟野線 重複区間終点 熊本県道314号平山荒尾線 | 熊本県     | 荒尾市   | 荒尾市   | 平山                   | 宿北交差点              |
| 福岡県道・熊本県道3号大牟田植木線 重複区間起点                                                | 熊本県     | 荒尾市   | 荒尾市   | 上平山                 | 庄山交差点              |
| 福岡県道・熊本県道3号大牟田植木線 重複区間終点                                                | 熊本県     | 玉名郡   | 南関町   | 大字宮尾               |                         |
| 福岡県道・熊本県道5号大牟田南関線                                                             | 熊本県     | 玉名郡   | 南関町   | 大字久重               |                         |
| 福岡県道・熊本県道5号大牟田南関線                                                             | 熊本県     | 玉名郡   | 南関町   | 大字関下               |                         |
| 熊本県道・福岡県道10号南関大牟田北線 重複区間起点                                             | 熊本県     | 玉名郡   | 南関町   | 大字関下               | 南関町関下交差点        |
| 熊本県道・福岡県道10号南関大牟田北線 重複区間終点                                             | 熊本県     | 玉名郡   | 南関町   | 大字関町               |                         |
| 国道443号                                                                                     | 熊本県     | 玉名郡   | 南関町   | 大字関東（せきひがし） | 南関町関東交差点 / 終点 |

### 交差する鉄道
- 九州新幹線

### 沿線
- 三池炭鉱旧万田坑
- 有明工業高等専門学校
- 荒尾市立平井小学校
- グリーンランド
- 筒ヶ岳（小岱山）
- セキアヒルズ